# Barrio Santa Rosa (Buenos Aires)
Barrio Santa Rosa es una localidad argentina en el Partido de Marcos Paz, Provincia de Buenos Aires. Se encuentra sobre un pequeño cauce fluvial cercano a Santa Rosa (partido de Cañuelas), 25 km al sur del centro de Marcos Paz.
Cuenta con una escuela rural, ya que en sus alrededores hay varios establecimientos agrícolas.

## Población
Cuenta con 109 habitantes (Indec, 2010), lo que representa un incremento del 36% frente a los 80 habitantes (Indec, 2001) del censo anterior.